# Meesterklasse schaken 2006/07
Het Meesterklasse-seizoen 2006/07 was het 11e seizoen van de Meesterklasse, de hoogste Nederlandse schaakcompetitie voor clubteams. Er werd gestreden door 10 teams om het clubkampioenschap van Nederland in een halve competitie.
Anders dan voorgaande seizoenen werden er na het reguliere seizoen geen play-offs gehouden. De winnaar de reguliere competitie kon zich zodoende direct kronen tot landskampioen. Het schrappen van de play-offs was tegen het zere been van De Variant Breda, dat tien jaar op rij landskampioen was geworden. De club kon zich niet vinden in de nieuwe competitieopzet en besloot zich terug te trekken. SMB nam als beste nummer 2 uit de Eerste Divisie de plek van De Variant in.
Schaakclub Groningen werd voor de eerste keer in haar geschiedenis landskampioen. De club kon met financiële hulp van haar sponsor diverse internationale grootmeesters inlijven. Zo speelden onder andere Vladimir Kramnik, Liviu Dieter Nisipeanu, Arkady Naiditsch, Aleksandr Motylev, Sergei Tiviakov, Vasyl Ivantsjoek en Ivan Sokolov partijen voor de Groningense club.
Erwin l'Ami en Jan Smeets waren de beste schakers van het seizoen. Beiden behaalden in totaal 7 punten. Smeets had daar wel één partij meer voor nodig.
SMB en Zukertort degradeerden als nummers 9 en 10 naar de Eerste Klasse.

## Eindstand
| #  | Team                      | MP | BP   |
| -- | ------------------------- | -- | ---- |
| 1  | Share Dimension Groningen | 17 | 60   |
| 2  | HSG                       | 16 | 60   |
| 3  | Homburg Apeldoorn         | 10 | 47.5 |
| 4  | HMC Calder                | 10 | 45.5 |
| 5  | ESGOO                     | 10 | 42   |
| 6  | SO Rotterdam              | 9  | 44.5 |
| 7  | Utrecht                   | 7  | 46   |
| 8  | LSG                       | 7  | 41   |
| 9  | SMB                       | 4  | 35   |
| 10 | Zukertort Amstelveen      | 0  | 28.5 |

## Beste individuele scores[4]
| #   | Schaker            | Team                      | W  | N |
| --- | ------------------ | ------------------------- | -- | - |
| 1.  | Erwin l' Ami       | HSG                       | 7  | 8 |
| 2.  | Jan Smeets         | HSG                       | 7  | 9 |
| 3.  | Dimitri Reinderman | SO Rotterdam              | 6½ | 8 |
| 4.  | Roeland Pruijssers | Homburg Apeldoorn         | 6½ | 9 |
| 5.  | Jeroen Willemze    | Utrecht                   | 6½ | 9 |
| 6.  | Daniel Stellwagen  | HSG                       | 6½ | 9 |
| 7.  | Ruud Janssen       | HSG                       | 6  | 8 |
| 8.  | Jan Werle          | Share Dimension Groningen | 6  | 8 |
| 9.  | Manuel Bosboom     | Homburg Apeldoorn         | 6  | 9 |
| 10. | Martijn Dambacher  | Utrecht                   | 6  | 9 |
| 11. | Lucien van Beek    | Homburg Apeldoorn         | 6  | 9 |
| 12. | Vincent Rothuis    | ESGOO                     | 6  | 9 |
| 13. | Eelke Wiersma      | LSG                       | 6  | 9 |
| 14. | Ivan Sokolov       | Share Dimension Groningen | 5½ | 6 |
| 15. | Arkadij Naiditsch  | Share Dimension Groningen | 5½ | 7 |
| 16. | Daan Brandenburg   | Share Dimension Groningen | 5½ | 8 |

1996/97 · 1997/98 · 1998/99 · 1999/00 · 2000/01 · 2001/02 · 2002/03 · 2003/04 · 2004/05 · 2005/06 · 2006/07 · 2007/08 · 2008/09 · 2009/10 · 2010/11 · 2011/12 · 2012/13 · 2013/14 · 2014/15 · 2015/16 · 2016/17 · 2017/18· 2018/19 · 2019/20 · 2020/21 · 2021/22 · 2022/23 · 2023/24